# Diables del Clot
Els Diables del Clot és una colla de diables del barri de El Clot de Barcelona creada el 1977 i és considerada la colla més antiga de Barcelona.

## Història
La colla es va crear el 1977 arran de la primera festa major popular que es va fer al barri amb la voluntat de recuperar la cultura tradicional catalana. Era una època de redreçament de la identitat del país, després dels quaranta anys de dictadura. Tot i que d'entrada havien estat acollits pel Centre Excursionista de Sant Martí, l'any 1980 s'incorporaren a la secció de Cultura de l'Orfeó Martinenc i traslladaren la seu al local d'aquesta entitat.

## Seccions
Els Diables del Clot van acompanyats dels Tabalers del Clot, que ofereixen uns ritmes molt complets. Aquest grup compta amb tabals de classes diferents, adient per al ball dels diables i de la gent que s'arrisca a dansar sota les espurnes. Compten a més amb dues bèsties: el Tolc del Clot i el Pork del Clot.

## Sortides
Els diables participen en la Festa Major del Clot i en la de la ciutat i organitzen la revetlla de Sant Joan del barri. També col·laboren activament amb l'entitat a la qual pertanyen, l'Orfeó Martinenc. Així mateix, prenen part en les Festes de Primavera del barri, col·laboren cada any en el Mercat Solidari amb l'ONG Sant Martí amb el Sàhara, surten a la rua de Carnestoltes i participen en correfocs a tot Catalunya.